# Melody Thornton
Melody Thornton, född 28 september 1984 i Phoenix, Arizona, USA, är en amerikansk dansare, sångerska och låtskrivare. Hon är sedan december 2003 medlem i The Pussycat Dolls.
Thornton inledde sin solokarriär 2007 genom att samarbeta med rapparen Jibbs i låten "Go Too Far" på hans debutalbum Jibbs feat. Jibbs.
Hon har även haft ett förhållande med rapparen Bow Wow.

## Diskografi
Soloalbum
- 2012 – P.O.Y.B.L. (självutgivet)

Singlar
- 2007 – "Go Too Far" (maxi-singel med Jibbs)
- 2011 – "Sweet Vendetta"
- 2012 – "Lipstick&Guilt"
- 2012 – "Smoking Gun"
- 2012 – "Someone to Believe"
- 2012 – "Bulletproof" (med Bobby Newberry)
- 2015 – "Goodbye" (med Bobby Newberry)
- 2015 – "Serial Killer" (med Bobby Newberry)